# Hemerobius solidarius
Hemerobius solidarius är en insektsart som beskrevs av Monserrat 1996. Hemerobius solidarius ingår i släktet Hemerobius och familjen florsländor. Inga underarter finns listade i Catalogue of Life.